# Cornudella
Cornudella de Montsant es un municipio español de la provincia de Tarragona. Está en el nordeste de la comarca del Priorato (provincia de Tarragona), a los pies de la sierra de Montsant y las montañas de Prades. El cercano embalse de Ciurana abastece de agua potable a esta y otras poblaciones del entorno. El pueblo basa su economía principalmente en la producción de vino, avellanas y el turismo.

## Toponimia
Aparece citado ya en 1190 con el nombre de Cornutella. Hasta 1984 aparece referenciado como Cornudella, para a partir de entonces llamarse Cornudella de Montsant.

## Historia
Perteneció al condado de Prades. En el año 1650 fue saqueada por tropas francesas que, además, destruyeron el archivo parroquial y profanaron la iglesia. 
El somatén de Cornudella participó de forma activa en la batalla del collado de la Teixeta de 1811. El pueblo sufrió un nuevo saqueo en 1812. El siglo XIX fue de esplendor económico para la población; esplendor que finalizó con la plaga de filoxera que afectó a sus campos.
En los años 60 y 70 se produjo una fuerte oleada de población emigrante de las diferentes regiones de España como andaluces, extremeños, castellanos, madrileños, valencianos... esto favoreció a la demografía de la zona y a la economía. En esos años se empezó a construir una gran presa para la zona del Montsant, el embalse de Ciurana.
El municipio actual agrupa tres antiguos municipios: el propio de Cornudella, el de Albarca, incorporado en 1857, y el de Ciurana, agregado en 1940.

## Símbolos
El escudo de Cornudella se define por el siguiente blasón:
«Escudo losanjado: de oro, un corazón de gules; la cabeza de sable. Por timbre una corona mural de villa.»
El fondo amarillo (oro) y la parte superior (cabeza) negra (sable) eran los colores del escudo de armas de los Barones de Entença.
Fue aprobado el 17 de diciembre de 1984.
Antiguamente el escudo estaba formado por dos trompetas de caza o cuernos de animales unidos por un lazo. En la parte superior estaba la palabra -Cor- que significa corazón y en la parte inferior en un lado las palabras -De ella-. Este escudo se podía contemplar en piedra en la plaza del pueblo.
Dice la leyenda, que el Conde de Prades salía muchas mañanas a caballo a cazar con sus súbditos por los grandes bosques de los alrededores de Prades. En una de sus cacerías perdieron el rastro de su hija. Buscaron y buscaron hasta que a lo lejos oyeron el sonido de un cuerno de caza y el conde de Prades dijo: ese es el -Corn de ella- y siguiendo el sonido del cuerno la encontraron. Y allí con el paso del tiempo se formó la población de Cornudella.

## Demografía
Cornudella cuenta con una población de 1023 habitantes (INE 2024).
| Gráfica de evolución demográfica de Cornudella de Montsant entre 1842 y 2021 |
| |
| Población de derecho según los censos de población del INE Población de hecho según los censos de población del INEEn estos censos se denominaba Cornudella: 1842, 1857, 1860, 1877, 1887, 1897, 1900, 1910, 1920, 1930, 1940, 1950, 1960, 1970 y 1981 Entre el censo de 1857 y el anterior, crece el término del municipio porque incorpora a 435002 (Albarca) Entre el censo de 1940 y el anterior, crece el término del municipio porque incorpora a 43501 (Ciurana de Tarragona) |

## Economía

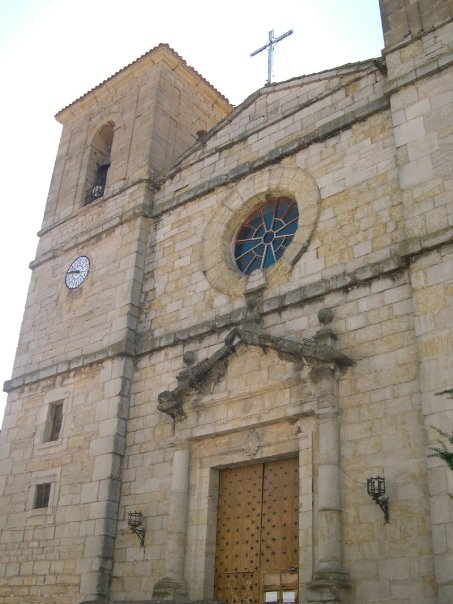
Iglesia de Santa María

La economía de Cornudella está basada en la agricultura de secano. Los principales cultivos son la viña y los avellanos, olivos. Pero también encontramos en pequeña escala la agricultura de regadío reflejada en las zonas cercana del pueblo donde se cultivan huertos. El tercer sector el agrario está en crisis. Gracias a su situación en el parque natural de la Sierra de Montsant, el sector turismo ha ido ganando en importancia económica, con actividades como la práctica del montañismo y del excursionismo.

## Cultura

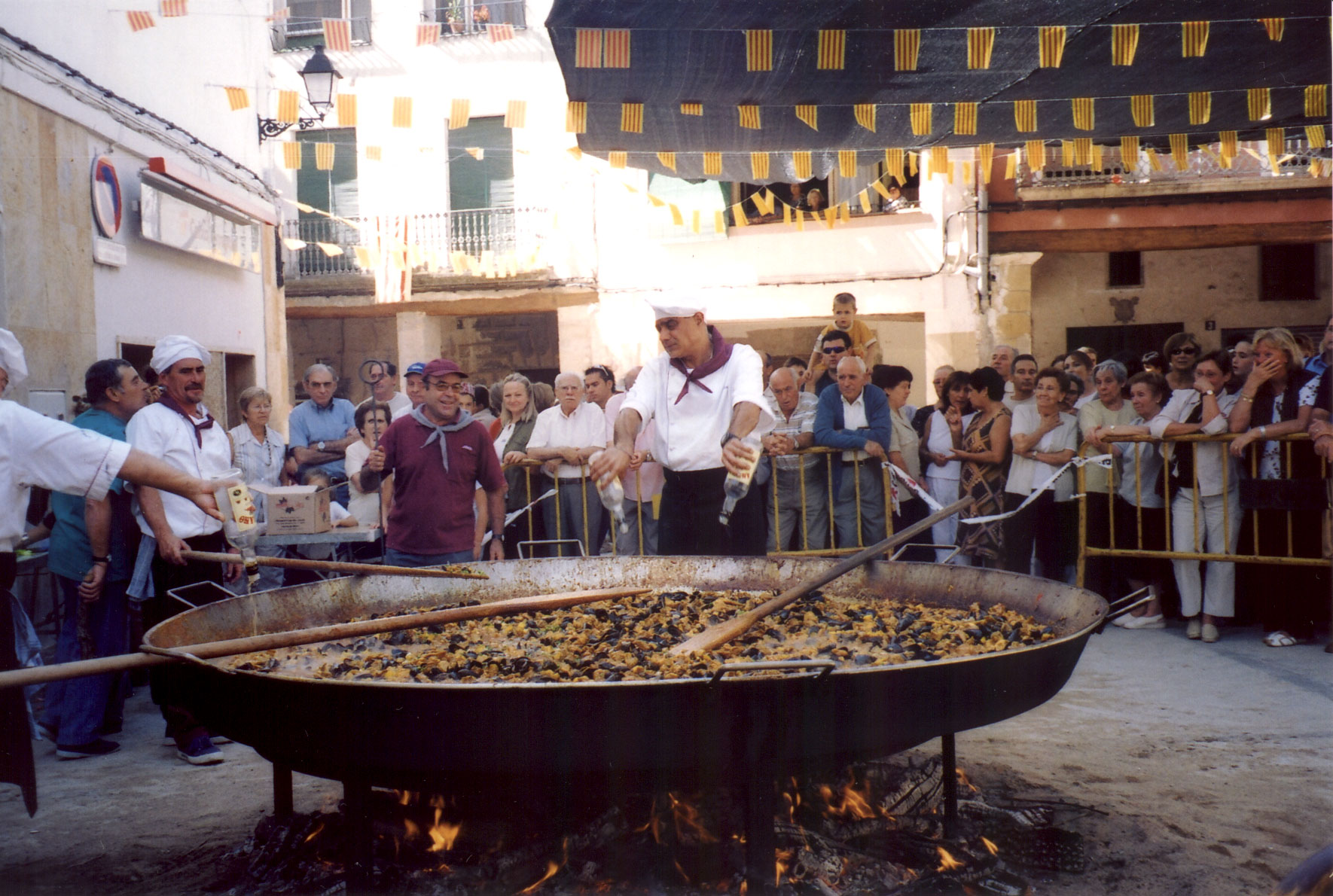
Paellada popular del 11 de septiembre de 2003

Cornudella conserva algunas casas de los siglos XVI al XVIII con dovelas de piedra y elementos decorativos. Uno de estos edificios, el Hostal del Racó, está reproducido en el Pueblo español de Barcelona. La iglesia parroquial de la Virgen del Patrocinio es de estilo renacentista. Es de nave única y tiene dos campanarios.
El actual término municipal incluye el agregado de Ciurana en el que se encuentra la iglesia de Santa María. Fue construida en el siglo XII y es de estilo románico. El edificio es de nave única, con bóveda apuntada y ábside semicircular. Tiene un altar barroco en el que se veneraba una imagen de la Virgen procedente de la Cartuja de Escaladei. La imagen fue robada en 1979 junto con otros objetos que se encontraban en el templo.
El templo tiene una portalada lateral con un friso decorado con motivos vegetales. Este friso está enmarcando el tímpano en él se puede ver una imagen de Cristo crucificado. El campanario es de planta cuadrada y tiene una ventana por cada cara.
Cornudella celebra su fiesta mayor en el mes de agosto. En el mes de mayo se realiza el jubileo de Ciurana durante el cual los habitantes de Cornudella se desplazan para venerar a la Virgen del Agua.